# Hlambanyatsi
Hlambanyatsi – inkhundla w dystrykcie Manzini w Królestwie Eswatini. Według spisu powszechnego ludności z 2007 r. zamieszkiwało go 8 892 mieszkańców. Inkhundla dzieli się na pięć imiphakatsi: Dingizwe, Lundzi, Mbangave, Mlindazwe, Zondwako
.